# شهرک گلبرگ، کراچی
شهرک گلبرگ (به انگلیسی: Gulberg Town) یک محله در پاکستان است که در کراچی واقع شده‌است. شهرک گلبرگ ۴۵۳٬۴۹۰ نفر جمعیت دارد.